# Małgorzata Handzlik
Małgorzata Maria Handzlik (n. 1 ianuarie 1965, Bielsko-Biała, Polonia) este un om politic polonez, membru al Parlamentului European în perioada 2004-2009 din partea Poloniei.